# Ofensivas de Panjshir
As Ofensivas de Panjshir (em russo:  Панджшерские операции - Operação Panjsher) foi uma série de batalhas travadas pelo exército soviético, apoiado pelo regime comunista afegão, contra os grupos de Mujahidins, que recebiam apoio logístico do Ocidente. A luta pelo controle do estratégico Vale de Panjshir, que durou de 1980 a 1985, foi uma das principais fases da intervenção soviética na guerra civil do Afeganistão.
Algumas das batalhas mais violentas da guerra foram travadas no vale de Panjshir. O poderio militar soviético, especialmente no ar e com veículos blindados e artilharia, não conseguiu derrotar os milicianos fundamentalistas, mas infligiu severas perdas a estes. Os russos também perderam muitos combatentes sem conseguir resultados concretos. No final, nenhum lado conseguiu alguma vantagem sobre o outro. As tropas soviéticas até conseguiam tomar algumas áreas na região e venceram diversos confrontos, mas assim que eles voltavam para os quartéis, os mujahidins reassumiam suas posições.